# Tolimán (Jalisco)
Tolimán è un comune del Messico, situato nello stato di Jalisco.